# Bijlia tugwelliae
Bijlia tugwelliae es una especie de planta suculenta perteneciente a la familia Aizoaceae endémica de Sudáfrica.

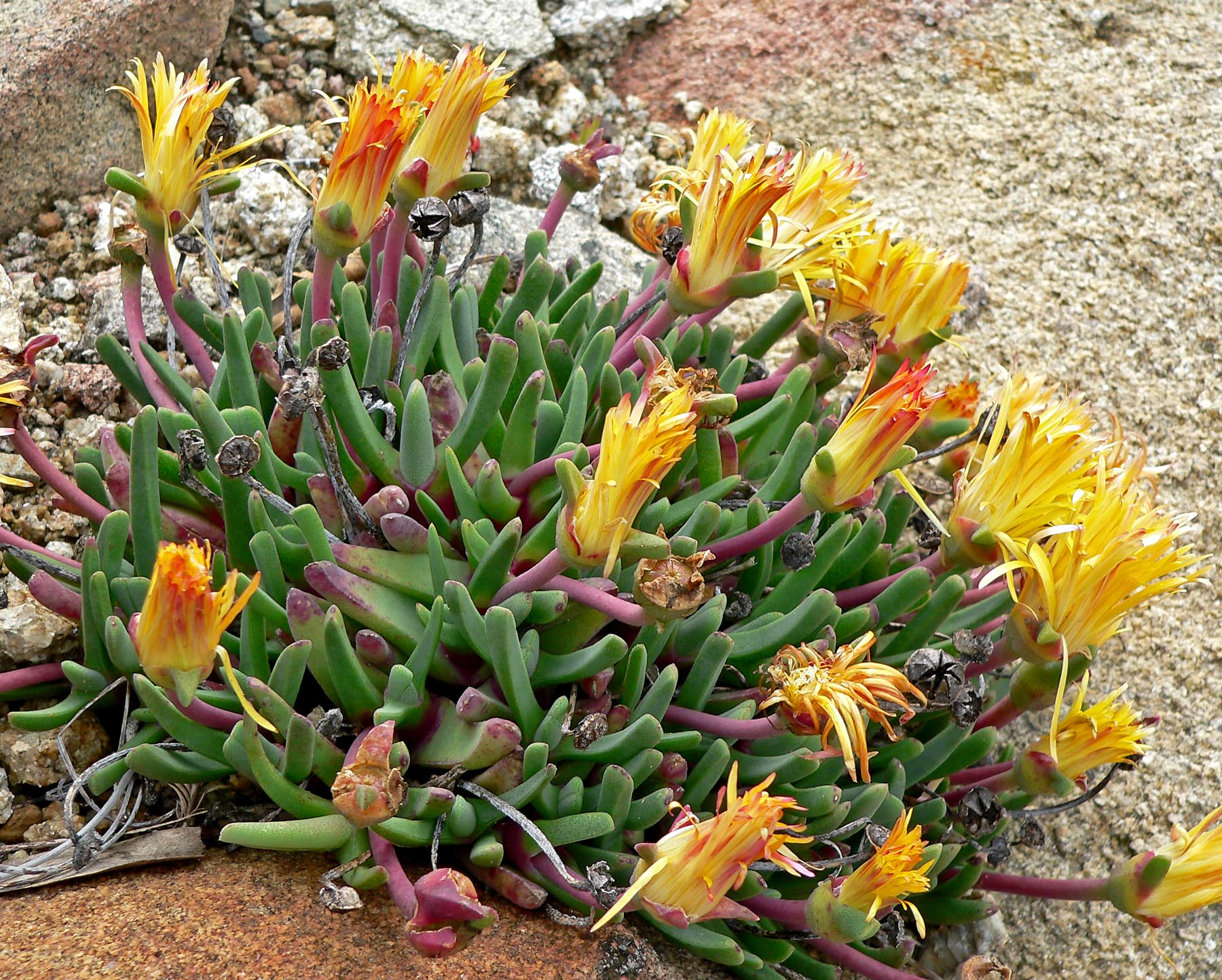
Vista de la planta

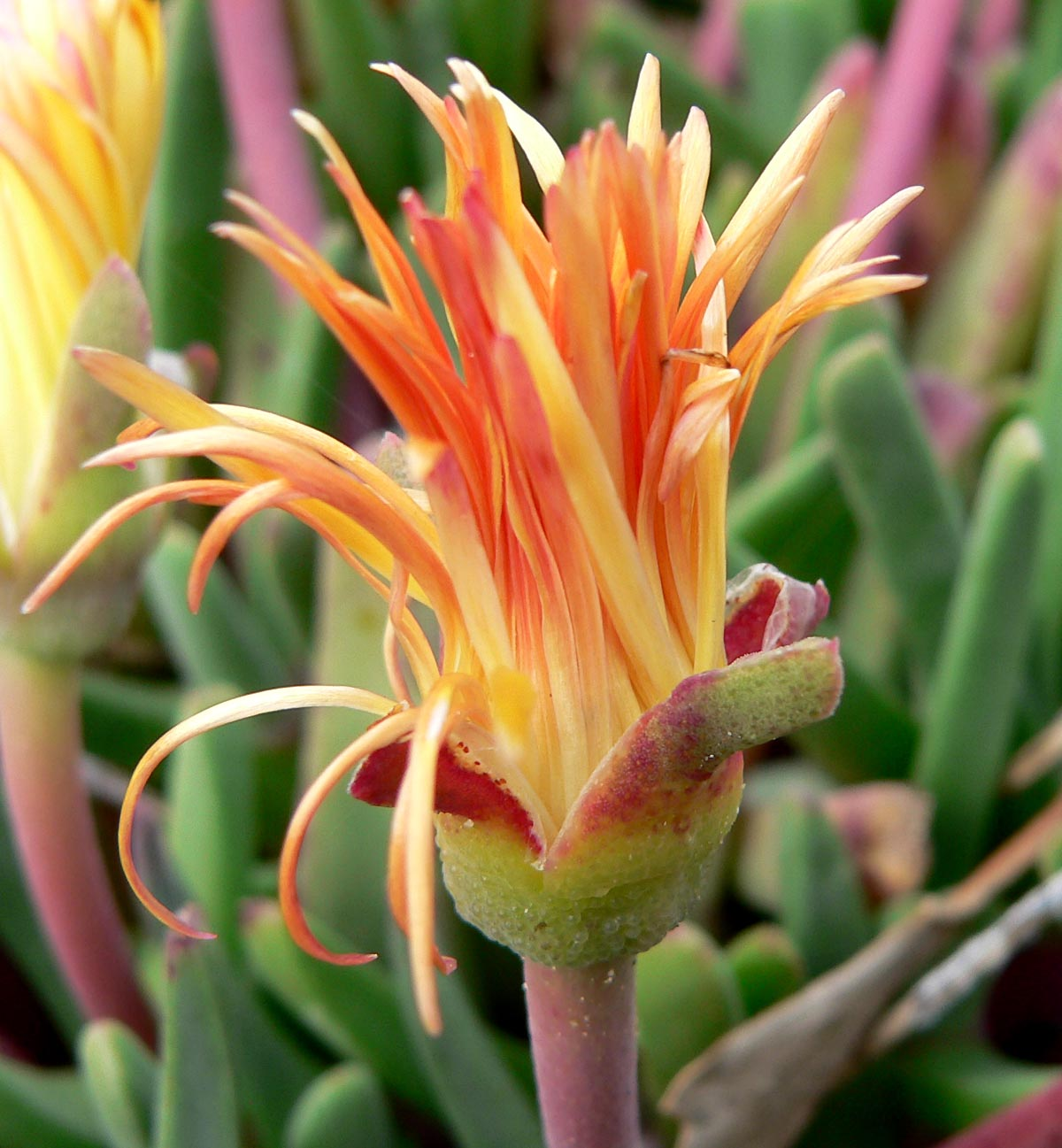
Flor

## Descripción
Es una pequeña planta suculenta que alcanza un tamaño de 8 cm de altura a una altitud de 700 a 1300 metros en Sudáfrica.
Es extremadamente resistente a la sequía y crece profusamente. Se cubre de flores naranjas y amarillas la mayoría del año en climas moderados. No resiste las heladas.

## Taxonomía
Bijlia tugwelliae fue descrita por Heidrun Elsbeth Klara Osterwald Hartmann y publicado en Cactus and Succulent Journal 64(4): 179. 1992.
Etimología
Bijlia: nombre genérico que fue otorgado en honor de Deborah Susanna von der Bijl, con la que Nicholas Edward Brown mantenía correspondencia sobre la recogida de plantas.
tugwelliae: epíteto
Sinonimia
- Mesembryanthemum tugwelliae L.Bolus (1915) basónimo
- Juttadinteria tugwelliae (L.Bolus) Schwantes
- Hereroa tugwelliae (L.Bolus) L.Bolus[3]